# Боазит
Боа́зит (болг. Боазът) — село в Габровській області Болгарії. Входить до складу общини Севлієво.

## Населення
За даними перепису населення 2011 року у селі проживали 53 особи, усі — болгари.
Розподіл населення за віком у 2011 році:
Динаміка населення: